# Телефонен код
Телефонният код е вид код - поредица от цифри, които се избират в началото на телефонен номер с цел смяна на населено място и/или съобщителна мрежа.
В мрежите за телефония с фиксирани по място абонати той отговаря на населено място или район, а в мрежи за телефония за мобилни абонати телефонният код е свързан главно с мрежата на конкретния телефонен оператор.
В повечето страни се използва префикс (набор от цифри) за излизане от локалната (селищната) мрежа и влизане в националната (в България – 0), следван от кода на населеното място и номера на абоната. Например Копривщица се избира от Варна с 0 7184 ХХ ХХ, като 0 е префиксът за свързване с националната мрежа, 7184 е кодът на Копривщица, а ХХ ХХ е номерът на абоната. Когато се избира телефонен номер в друга страна, първо се избира префикс за международната мрежа (в България например той е 0, в Обединеното кралство е 009), следван от кода на страната, кода на населеното място и номера на абоната.
Кодът на България за избиране от чужбина е 359, което означава, че за набирането на абонат в Копривщица от чужбина трябва да се избере съответен префикс за международната мрежа (в Русия – 7), след него 359 (за България), 7184 (за Копривщица) и ХХ ХХ (за конкретния абонат). Прието е префиксът за изход от местната мрежа и вход в международната мрежа (различен при разните оператори) да се означава с „+“, при което горният пример би изглеждал като „+ 359 7184 ХХ ХХ“.
В някои страни, например Франция, Швейцария, Дания, България и Италия, телефонният номер на абоната е национален (т.е. обединява номера на абоната в селището и неговия код) и се избира по еднакъв начин от цялата страна, дори когато става въпрос за разговор в рамките на едно и също населено място. В други страни телефонният код е задължителен само при избиране на телефонен номер в друго населено място.
Мобилните телефони също имат телефонни кодове за достъп в зависимост от оператора.
В Съединените американски щати под телефонен код се имат предвид първите 3 цифри на телефонния номер. Номерата в САЩ са във формат XXX XXX XXXX, където първата тройка XXX е телефонният код. Например 650 123 4567 е телефонен номер с код 650 в Калифорния за градовете Бърлингейм, Сан Матео, Пало Алто, Редуд Сити, Менло Парк, Маунтин Вю и южни предградия на Сан Франциско.